# Tùng Khê (xã)
Tùng Khê là một xã thuộc huyện Cẩm Khê, tỉnh Phú Thọ, Việt Nam.
Xã Tùng Khê có diện tích 3,08 km², dân số năm 1999 là 2.674 người, mật độ dân số đạt 869 người/km².